# Abarth 1000 SP
Abarth 1000 SP – samochód sportowy klasy kompaktowej produkowany pod włoską marką Abarth w latach 2021–2022.

## Historia i opis modelu
W maju 2021 roku Abarth przedstawił pierwszy w swojej współczesnej historii samochód specjalny, nie będący pochodną cywilnych samochodów Fiata, lecz rasowym samochodem sportowym bliźniaczym wobec Alfy Romeo 4C. Abarth 1000 SP powstał w celu uczczenia 55. rocznicy prezentacji lekkiego samochodu wyścigowego Abarth 1000 Sport Prototipo, którego premiera miała miejsce w 1966 roku.
Pomimo bliskiego technicznego pokrewieństwa ze sportowym modelem Alfy Romeo, Abarth nadał 1000 SP szereg cech wizualnych nawiązujących do protoplasty z XX wieku, zarówno w stylizacji pasa przedniego, jak i w charakterystycznie ściętej tylnej części nadwozia dużym wlotem powietrza. Charakterystycznym elementem stały się łukowe nadkola, a take niewielkie, wieloczęściowe okrągłe reflektory i duże logotypy zdobiące nadwozie.
Do napędu tylnonapędowego roadstera wykorzystany został czterocylindrowy silnik benzynowy o pojemności 1742 cm³ i mocy 240 KM, z czego optymalne osiągi oraz elastyczność pomogło pozyskać wykorzystanie lekkich komponentów do budowy 1000 SP. Wśród nich znalazło się włókno węglowe, które wykorzystane zostało do m.in. budowy ramy nadwozia.

### Sprzedaż
Pierwotne założenia określały Abartha 1000 SP jako unikatowy samochód typu one-off, który miał powstać w 2021 tylko w jednym egzemplarzu przeznaczonym po premierze do umieszczenia w ekspozycji muzealnej Abartha. W grudniu tego samego roku firma ogłosiła jednakże zmianę decyzji, wedle której ostatecznie 1000 SP nie będzie pojazdem zbudowanym w jednej sztuce, lecz samochodem limitowanym powstałym w ściśle ograniczonej serii. Na 2022 rok firma zaplanowała zbudowanie 5 egzemplarzy skierowanych do wyselekcjonowanego grona klientów. Cena każdej ze sztuki sportowego modelu określona została na ok. 200 tysięcy euro.

### Silnik
- R4 1.7l 240 KM